# Jerzy Paciorkowski

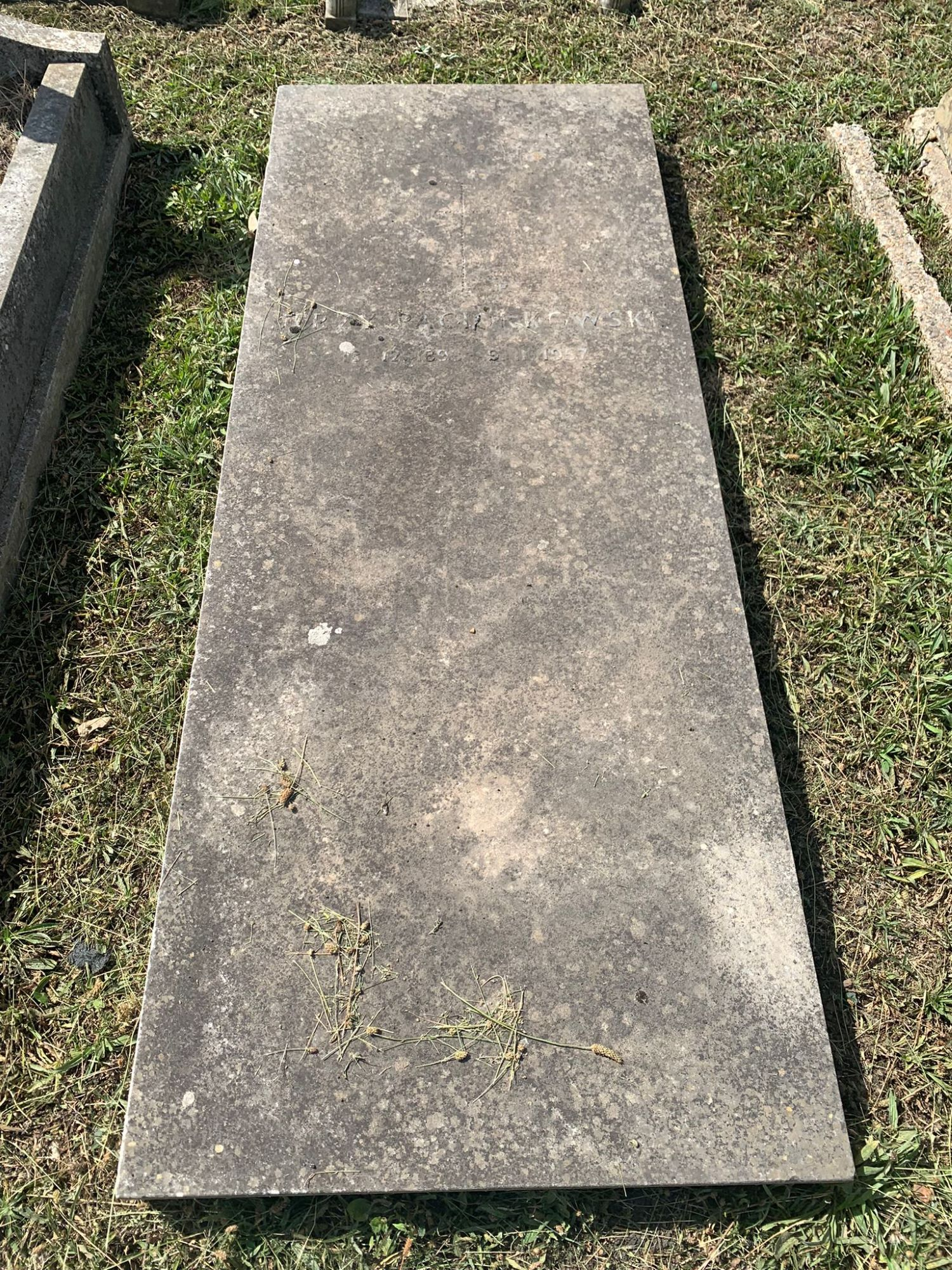
Grób Jerzego Paciorkowskiego

Jerzy Paciorkowski (ur. 13 grudnia 1893 w Będzinie, zm. 9 listopada 1957 w Londynie) – prawnik, działacz państwowy II Rzeczypospolitej; minister pracy i opieki społecznej, związany z obozem piłsudczyków.

## Życiorys
Urodził się w rodzinie inteligenckiej. Był synem Stanisława Wilhelma Paciorkowskiego (1860–1942), adwokata i publicysty, i Konstancji Aliny z Tymowskich. Jego starsza siostra Hanna Hubicka była senatorem. Maturę zdał w 1912 w Gimnazjum Wojciecha Górskiego w Warszawie. W latach 1912–1915 studiował na Wydziale Prawnym uniwersytetu w Petersburgu. W tym okresie działał w organizacjach niepodległościowych – należał m.in. do Związku Młodzieży Postępowo-Niepodległościowej. W Petersburgu działał podczas I wojny światowej w Towarzystwie Pomocy Ofiarom Wojny.
W maju 1917 przyjechał do Warszawy, gdzie w listopadzie 1918 uczestniczył w rozbrajaniu Niemców. Kontynuował studia wyższe na Wydziale Prawa i Nauk Politycznych Uniwersytetu Warszawskiego (egzamin końcowy zdał w czerwcu 1921)
Pracę w służbie państwowej rozpoczął we wrześniu 1919, jako referent nieetatowy w Ministerstwie Przemysłu i Handlu. Od 1920 pracował w Ministerstwie Pracy i Opieki Społecznej. W 1921 powierzono mu kierownictwo Wydziału Inspekcji, a od marca 1925 r. objął stanowisko naczelnika Wydziału Pracy i Walki z Bezrobociem. W tym samym roku wyjechał na kilka miesięcy do Francji, gdzie uczestniczył w pracach polsko-francuskiej komisji przygotowującej umowę o statusie  polskich emigrantów zarobkowych we Francji.
W grudniu 1926 został naczelnikiem Wydziału Prawnego w Ministerstwie Spraw Wewnętrznych – w tym czasie nawiązał bliższą współpracę z Kazimierzem Świtalskim, pełniącym funkcję szefa Departamentu Politycznego MSW. Po awansie Świtalskiego na stanowisko ministra wyznań religijnych i oświecenia publicznego (lipiec 1928), objął po Świtalskim kierownictwo departamentu politycznego MSW. Po otrzymaniu przez Kazimierza Świtalskiego funkcji premiera, został Szefem Gabinetu Prezesa Rady Ministrów (18 maja 1929).
18 lutego 1930 Jerzy Paciorkowski został mianowany wojewodą kieleckim. Urząd swój złożył w maju 1934. W latach 1934–1935 pełnił funkcję ministra pracy i opieki społecznej w rządach Leona Kozłowskiego i Walerego Sławka (do października 1935). W latach 1935–1938 był posłem na Sejm Sejm IV kadencji z  powiatu częstochowskiego.
Po śmierci Piłsudskiego związał się z grupą Edwarda Rydza-Śmigłego. W listopadzie 1935 ponownie otrzymał kluczowe stanowisko dyrektora Departamentu Politycznego w MSW. Od 1936 czynnie organizował Obóz Zjednoczenia Narodowego. W lutym 1937 został mianowany wiceministrem spraw wewnętrznych. Pod nieobecność premiera Sławoja-Składkowskiego kierował akcją tłumienia strajku chłopskiego w 1937 (masowe aresztowania przywódców, rozpędzanie manifestacji).
Po podaniu się do dymisji w styczniu 1938, pełnił do wybuchu II wojny światowej urząd wojewody warszawskiego. Od września 1939 na emigracji – przez Szwecję i Holandię udał się do Francji, po jej klęsce w czerwcu 1940 ewakuował się do Londynu. Nie brał żadnego udziału w życiu społecznym i politycznym emigracji. Zmarł 9 listopada 1957 w Londynie. Pochowany na cmentarzu St. Mary’s R.C. Cemetery (Kensal Green) 13 listopada 1957. (Grave no. 1161 EF).

## Ordery i odznaczenia
- Krzyż Komandorski Orderu Odrodzenia Polski (9 listopada 1931)[4]
- Krzyż Oficerski Orderu Odrodzenia Polski (9 listopada 1926)[5]
- Order Trzech Gwiazd I klasy (Łotwa, 1936)[6]